# Finnland 100

Logo von Suomi 100

Das Projektprogramm Finnland 100, originalsprachig finnisch Suomi 100 oder schwedisch Finland 100 (auch zweisprachig Suomi 100 Finland) umfasste eine Reihe von Einzelprojekten und Veranstaltungen, die im Jahr 2017 anlässlich des hundertjährigen Jubiläums der Finnischen Unabhängigkeitserklärung in Finnland und weltweit stattgefunden haben.

## Projekte
Mitte Juli 2017 lag die Zahl der für das Programm offiziell genehmigten Projekte bei über 4500. Darüber hinaus haben einige der Veranstaltungen das grafische Design des Projekts unerlaubt genutzt.

### Finnland

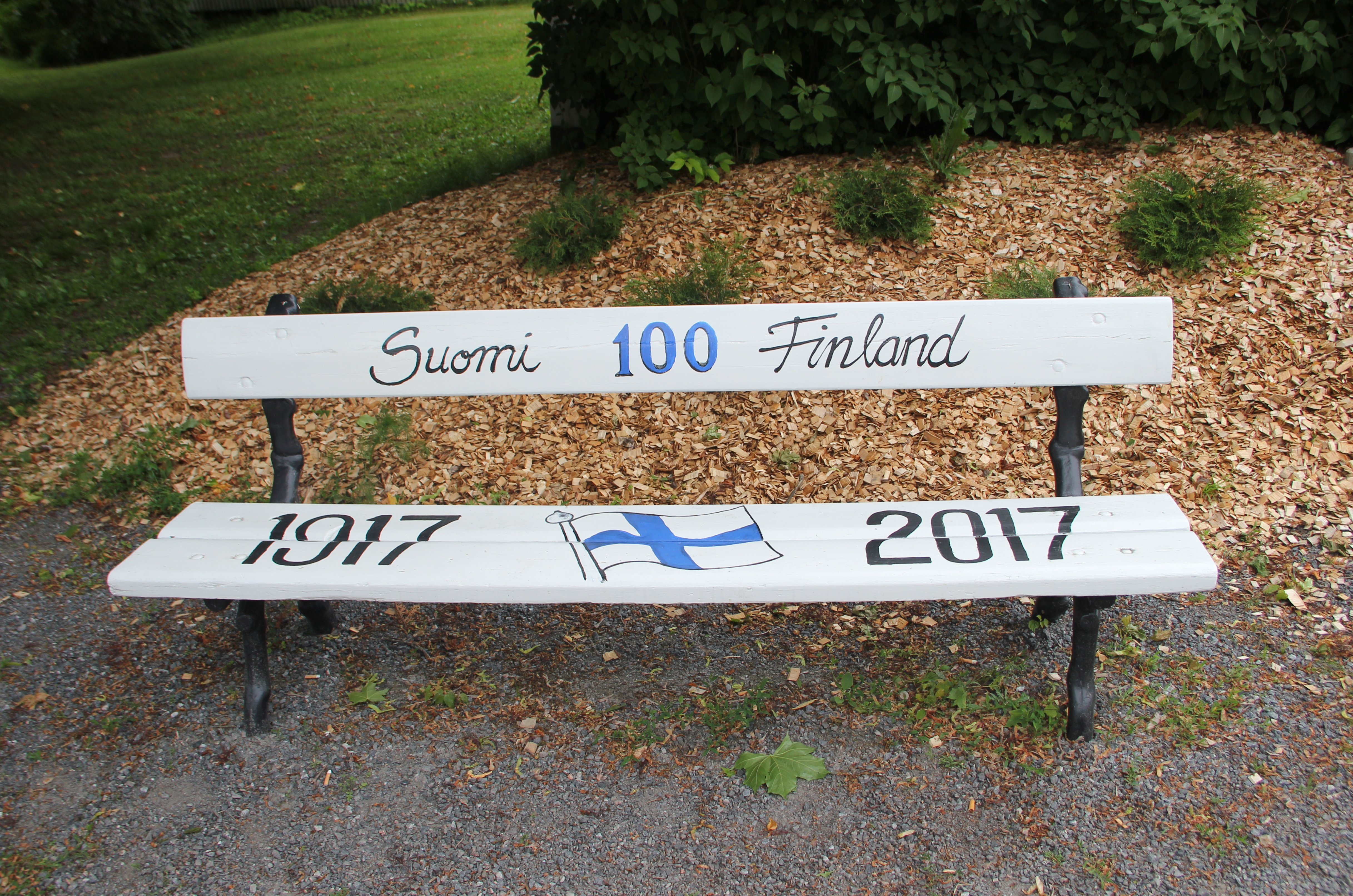
Bank mit dem Projektlogo in Ekenäs (Tammisaari)

Das Projekt umfasst unter anderem das Satellitenradio Suomi 100, das während des Jubiläumsjahres von der Aalto-Universität gestartet wird.
Der staatliche Sender Yle initiierte ein finnisches Buchprojekt, das unter anderem Radio- und Fernsehprogramme aus der Zeit der Unabhängigkeit Finnlands von Büchern und Literatur umfasst.

### Deutschland
In Deutschland veranstaltete die finnische Botschaft im Juni 2017 ein Mittsommerfest anlässlich des Unabhängigkeitsjubiläums. Teilnehmer waren unter anderem der finnische Ministerpräsident Juha Sipilä und der deutsche Vizekanzler und Bundesaußenminister Sigmar Gabriel.
Für November war ein Festkonzert in der Berliner Philharmonie geplant, bei dem in Deutschland wirkende renommierte finnische Musiker in völlig neuer Zusammensetzung gemeinsam auftreten sollen.

### Estland
In Tallinn wurde im Juni 2017 der „Finnland-100-Tag“ veranstaltet. Unter anderem wurde ein Openairkonzert am Freiheitsplatz veranstaltet, welches vom finnischen Präsidenten Sauli Niinistö und der estnischen Präsidentin Kersti Kaljulaid eröffnet wurde.
Am selben Tag wurde auch auf Schloss Maarjamäe die Ausstellung „100 Objekte aus Finnland“ eröffnet. Die Eröffnungsrede hielt die finnische Präsidentengattin Jenni Haukio.

### USA
In Minneapolis fand im September 2017 das FinnFest USA statt, das von Amerikafinnen organisiert wurde. Hauptveranstaltung war ein Orchesterkonzert unter der Leitung von Osmo Vänskä. An den Feierlichkeiten nahm unter anderem das finnische Präsidentenpaar teil.
Am 2. Dezember veranstaltete die Finnische Botschaft in Washington, D.C. ein finnisches Weihnachtsfest am Dupont Circle.
Ab dem 6. Dezember war eine sogenannte Traveling Sauna im gesamten US-Gebiet unterwegs, eine Kampagne, die darauf abzielt, Finnlands Exporte in die Vereinigten Staaten zu erhöhen.